# Hontoba
Hontoba település Spanyolországban, Guadalajara tartományban. Hontoba Aranzueque, Renera, Hueva, Escopete, Escariche és Loranca de Tajuña községekkel határos. Lakosainak száma 439 fő (2024).

## Népesség
A település népessége az utóbbi években az alábbiak szerint változott:
| Lakosok száma | 183  | 220  | 250  | 341  | 335  | 317  | 321  | 318  | 378  | 439  |
|               | 2001 | 2004 | 2006 | 2009 | 2011 | 2014 | 2016 | 2019 | 2021 | 2024 |